# Harpophora radicicola
Harpophora radicicola är en svampart som först beskrevs av Cain, och fick sitt nu gällande namn av W. Gams 2000. Harpophora radicicola ingår i släktet Harpophora och familjen Magnaporthaceae.   Inga underarter finns listade i Catalogue of Life.